# Derek Muller
Marca ou logotipo
Derek Alexander Muller (nascido em 9 Novembro de 1982) é um comunicador de ciência, cineasta, personalidade de televisão e inventor australiano-canadense, mais conhecido por seu canal no YouTube, Veritasium. Muller também apareceu como correspondente na série da web da Netflix, Bill Nye Saves the World, desde 2017.

## Infância e educação
Muller nasceu de pais sul-africanos em Traralgon, Vitória, Austrália, e mudou-se para Vancouver, British Columbia, Canadá, quando tinha 18 meses de idade. Em 2004, Muller se formou na Queen's University em Kingston, Ontário, com um Bacharelado em Ciências Aplicadas em Engenharia Física.
Muller mudou-se para a Austrália para estudar cinema, mas em vez disso se matriculou para um doutorado em pesquisa em educação em física pela Universidade de Sydney, que concluiu em 2008 com uma tese: Designing Effective Multimedia for Physics Education.

## Carreira
Muller foi listado como membro da equipe do programa de televisão Catalyst da ABC desde 2008.
Durante seu curso de doutorado, ele também estava ensinando em uma empresa de tutoria, onde assumiu um emprego em tempo integral como chefe de ciências depois de concluir o curso em 2008. Ele deixou o emprego no final de 2010.
Em 2011, Muller criou seu canal no YouTube "Veritasium", que se tornou sua principal fonte de renda em poucos anos.

### Veritasium e outros canais do YouTube
Em janeiro de 2011, Muller criou o canal de ciência educacional Veritasium no YouTube, cujo foco é "abordar conceitos contra-intuitivos na ciência, geralmente começando por discutir ideias com membros do público". Os vídeos variam em estilo, desde entrevistas com especialistas, como o Prêmio Nobel de Física de 2011 Brian Schmidt, até experimentos científicos, dramatizações, músicas e – marca registrada do canal – entrevistas com o público para descobrir equívocos sobre a ciência. O nome Veritasium é uma combinação da palavra latina para verdade, Veritas, e o sufixo comum a muitos elementos, -ium. Isso cria o Veritasium, um "elemento de verdade", uma brincadeira com a frase popular e uma referência a elementos químicos. Em seu logotipo, que é marca registrada desde 2016, o número "42.0" lembra um elemento da tabela periódica. O número foi escolhido por ser "A resposta à última questão da vida, do universo e de tudo " no famoso romance de Douglas Adams.
Em 2017, Muller começou a enviar vídeos em seu mais novo canal, Sciencium, dedicado a vídeos sobre descobertas recentes e históricas na ciência.

#### Recepção
Os vídeos do Veritasium receberam elogios da crítica. Dois antigos vídeos bem-sucedidos do Veritasium demonstram a física de um brinquedo de mola caindo.  No evento Science Online de 2012, o vídeo "Mission Possible: Graphene" ganhou o Cyberscreen Science Film Festival e foi apresentado na Scientific American como o vídeo da semana.  Um vídeo que desmascara o equívoco comum de que a lua estaria mais perto do que está foi captado pela CBS News.